# Walter Reichert (Rennfahrer)
Walter Reichert (* 26. Mai 1933 in Ingelheim am Rhein; † 26. April 1999 ebenda) war ein deutscher Motorradrennfahrer.

## Karriere
Walter Reicherts Vater unterhielt in Ingelheim eine Kfz-Werkstatt. Um dem Jungen den Beruf des Kfz-Mechanikers schmackhaft zu machen, schenkte Vater Reichert seinem 14-jährigen Sohn eine NSU Quick mit einer Zweigang-Drehgriffschaltung am Lenker und Walter versuchte sofort das Kleinmotorrad schneller zu machen. Die Rennfahrerkarriere fing also klein an, setzte sich aber nach dem Erwerb einer österreichischen 125-cm³-Puch erfolgreich fort. 1950 erhielt Walter Reichert die Rennlizenz.
1952 gewann er das Dieburger Dreiecksrennen und in St. Wendel. Die NSU-Bosse wurden beim Feldbergrennen auf die beiden Puch-Privatfahrer aufmerksam, die hinter drei Werksmaschinen die Plätze vier und fünf belegten: Werner Haas und Walter Reichert. Beide erhielten Werksverträge. Werner Haas wurde dreimal Weltmeister. Aber auch Walter Reichert nutzte die Chance und belegte 1953 am Feldberg mit der NSU Rennfox in der Klasse bis 125 cm³ den zweiten Platz hinter Werner Haas und in der Klasse bis 250 cm³ mit der Rennmax hinter Siegfried Wünsche (DKW) ebenfalls Platz zwei.
Für 1954 verpflichtete NSU Werner Haas, den Österreicher Rupert Hollaus, Hans Baltisberger und H. P. Müller. Einige Privatfahrer erhielten eine 250er-Sportmax: Fritz Kläger, Rudi Stein, Karl Julius Holthaus, Wolfgang Brand und Walter Reichert. Reichert gewann mit dieser Sportmax am Feldberg und Zweiter des Rennens wurde Fritz Kläger vor Hubert Luttenberger auf Adler. Im selben Jahr war Reichert auch „Bester deutscher Privatfahrer“ in seiner Klasse. Wegen eines Sturzes blieben 1955 und 1956 weitere Erfolge aus. Dann aber folgten 1957/58 Siege auf dem Sachsenring und Hanseatenring und 1959 ein vierter Platz im Schauninsland-Bergrennen.
Zwischen 1953 und 1958 trat Walter Reichert regelmäßig beim Großen Preis von Deutschland im Rahmen der Motorrad-Weltmeisterschaft an und erreichte dabei vier Mal die Punkteränge.
Im Jahr 1961 trat er zusammen mit dem Belgier Heinen beim FIM-Langstrecken-Pokal an und erreichte Rang zwei in der Gesamtwertung.
Seine Rennfahrerkarriere beendete Walter Reichert nach 1961 und widmete sich ganz seiner Kfz-Werkstatt. Er starb am 26. April 1999 rund 1. Monat vor seinem 66. Geburtstag in seiner Heimatstadt Ingelheim.

## Statistik

### Erfolge
- 1954 – Bester Deutscher Privatfahrer auf NSU Sportmax

### Rennsiege
| Jahr | Klasse  | Maschine | Rennen                             | Strecke           |
| ---- | ------- | -------- | ---------------------------------- | ----------------- |
| 1952 | 125 cm³ | Puch     | Dieburger Dreiecksrennen           | Dieburger Dreieck |
| 1952 | 125 cm³ | Puch     | Großer Preis des Saarlandes        | St. Wendel        |
| 1954 | 250 cm³ | NSU      | Feldbergrennen                     | Feldbergring      |
| 1954 | 250 cm³ | NSU      | Schleizer Dreieckrennen            | Schleizer Dreieck |
| 1954 | 350 cm³ | NSU      | Schleizer Dreieckrennen            | Schleizer Dreieck |
| 1954 | 125 cm³ | NSU      | 3. Bernauer Schleife               | Bernauer Schleife |
| 1954 | 250 cm³ | NSU      | 3. Bernauer Schleife               | Bernauer Schleife |
| 1957 | 250 cm³ | NSU      | Internationales Sachsenring-Rennen | Sachsenring       |
| 1958 | 250 cm³ |          |                                    | Hanseatenring     |

### In der Motorrad-Weltmeisterschaft
| Saison | Klasse  | Motorrad | Rennen | Siege | Zweiter | Dritter | Punkte | Ergebnis |
| ------ | ------- | -------- | ------ | ----- | ------- | ------- | ------ | -------- |
| 1953   | 125 cm³ | NSU      | 1      | –     | –       | 1       | 2      | 12.      |
| 1953   | 250 cm³ | NSU      | 1      | –     | –       | –       | 3      | 11.      |
| 1954   | 250 cm³ | NSU      | 1      | –     | –       | –       | 2      | 15.      |
| 1958   | 250 cm³ | NSU      | 1      | –     | –       | –       | 1      | 18.      |
| Gesamt | Gesamt  | Gesamt   | 4      | 0     | 0       | 0       | 7      |          |